# I Suppositi

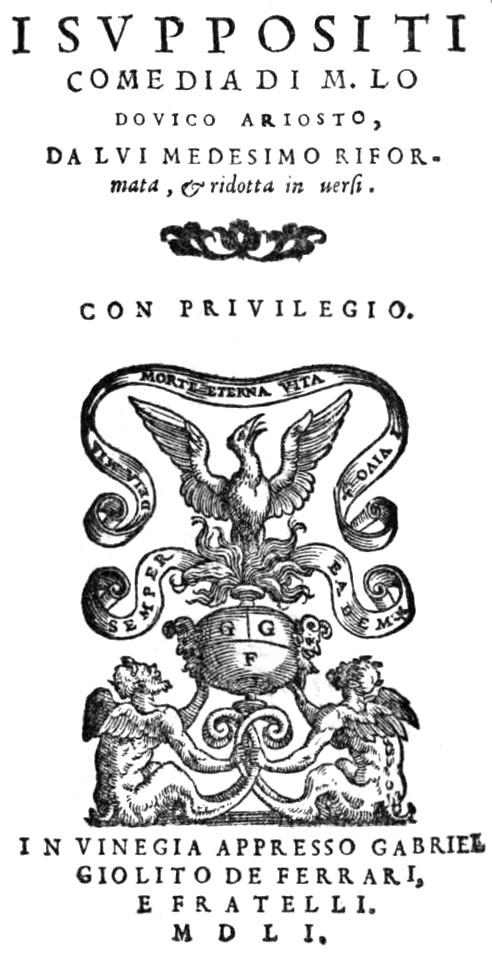
I Suppositi in der 1551 von Gabriele Giolito in Venedig veröffentlichten Fassung in Versen

I Suppositi ist eine Komödie von Ludovico Ariosto in fünf Akten, die am 6. Februar 1509 am Hof von Ferrara uraufgeführt wurde. Es handelt sich dabei um die zweite Komödie Ariosts. Sie beeinflusste spätere italienische Komödien, wie z. B.:
- Bernardo da Bibbienas La Calandria (1513)
- Nicola Grassos Eutichia (1513)
- Pietro Aretinos erste Fassung von La Cortigiana (1525) und Il Marescalco (1533)
- Ruzantes Vaccharia (~1532) und Anconitana (~1534/1535)

1528–31 hat Ariosto eine Version derselben Komödie in Versen geschrieben.
Der Titel der Verwechslungskomödie I Suppositi (~ dt.: Die Vertauschten) bezieht sich auf den ständigen Rollentausch des Komödienpersonals.
Ort der Handlung ist Ferrara nach dem Otranto-Feldzug, d. h. zwischen 1500 bzw. 1498 und 1508.

## Inhalt

### Prolog
Ariosts neue Komödie I Suppositi  (~dt: Die Vertauschten) wird vorgestellt und es wird verraten, welche Bewandtnis es mit dem Titel hat: Wurden in den Komödien der Antike Kinder vertauscht und sei dies sowohl im gegenwärtigen realen Leben als auch in dem der Antike der Fall, so dürfte es den anwesenden Zuschauern hingegen unerhört erscheinen, dass junge Menschen die Alten vertauschten. Dies sei in I Suppositi der Fall. Da I Suppositi auch bedeuten kann, sich homosexuellen Praktiken zu unterwerfen, verwahrt sich Ariost in scherzhafter Absicht dagegen. Neu sei, dass die Diener mit den Herren und umgekehrt: die Herren mit den Dienern vertauscht würden. Vorbilder seien Plautus’ Eunuchus (in dem ein junger Mann namens Cherea sich in ein Mädchen verliebt und sich als der Eunuch ausgibt, um für seine Liebes-Rivalen unerkannt zu bleiben und in die unmittelbare Nähe seiner Angebeteten gelangen zu können) und Terenz’ Captivi (in dem der Herr, Tindaro [Tyndarus], mit seinem Sklaven Filocrate [Philopolemos] die Rollen tauscht). Denn so wie die lateinischen Komödiendichter sowohl das vulgäre Verhalten bzw. die vulgäre Ausdrucksweise der Personen als auch die Struktur der Handlung der Werke ihrer griechischen Vorbilder Menandro (Menander) und Apollodoro (Apollodor von Gela) nachzuahmen trachteten, so solle auch I Suppositi wiederum eine Nachahmung der lateinischen Komödiendichter in beiden Aspekten darstellen. Ariost unterscheidet dabei zwischen Nachahmung und Plagiat, überlässt jedoch das Urteil, ob es sich bei I Suppositi um eine Nachahmung oder ein Plagiat handle, den Zuschauern. Er schließt den Prolog mit dem Wunsch, dass I Suppositi den Zuschauern nicht weniger gefallen möge als das Vorgängerstück La Cassaria.

### Erster Akt
Polinesta, Tochter eines wohlhabenden Ferrareser Geschäftsmanns, hat sich in Dulippo, einen Diener ihres Vaters verliebt. Da Dulippo Polinestas Amme seine Liebe zu Polinesta gestanden hatte, hat sie sie  mit ihm verkuppelt. Doch Dulippo ist in Wirklichkeit Erostrato, Sohn Filogonos, einer der reichsten Männer Siziliens. Erostrato war ursprünglich von Sizilien nach Ferrara gereist, um dort zu studieren. Kaum an Land, ist er Polinesta begegnet und hat sich derart in sie verliebt, dass er das Studium gar nicht erst anfängt, sondern Polinesta umwirbt. Um sich in ihrer Nähe aufhalten zu können, hat er mit seinem Diener Dulippo die Rollen getauscht und ist in den Dienst von Damones, den Vater seiner Angebeteten, getreten. Seit zwei Jahren ist er nun Diener Damones und hat trotz der ständigen Gegenwart Polinestas und trotz des fast allnächtlichen Beischlafs mit ihr, entgegen seiner Hoffnung immer noch nicht genug von ihr. Erostrato hat deshalb den als Erostrato verkleideten Dulippo um die Hand Polinestas anhalten lassen, um seinem Rivalen Cleandro zuvorzukommen. Cleandro, ein Rechtsgelehrter aus Otranto, der sich nach dem Otranto-Feldzug zunächst in Padua und schließlich in Ferrara niedergelassen hatte, hält vermittels Pasifilo um die Hand Polinestas an. Pasifilo wiederum arbeitet seit neuestem auch im Dienste des als Erostrato verkleideten Dulippo. Er beabsichtigt, immer demjenigen von beiden zuzuarbeiten, der am besten zahlt. Da Erostrato und Cleandro Rivalen seien, hofft er, die beiden erfolgreich gegeneinander ausspielen zu können, zu seinem eigenen Vorteil. Der echte Erostrato weiß wiederum nichts davon, dass Dulippo Pasifilo für sich arbeiten lässt und sorgt sich, dass es Cleandro immer wieder gelingt, Damone seinem Willen geneigt zu machen.

### Zweiter Akt
Im Nachhinein erfährt Erostrato durch Dulippo von Pasifilo Doppelspiel: Pasifilo habe ihm die Summe verraten, die Cleandro Damone für Polinesta geboten hatte. Aufgrund dieser Information sei es ihm (als Erostrato verkleidet) möglich gewesen, das Angebot Cleandros zu überbieten. Da Erostrato selbst jedoch nicht über die gebotene Summe verfügt, habe Dulippo Damone gegenüber behauptet, er habe einen Brief erhalten, in dem Filogono Damone bitte, fünfzehn weitere Tage zu warten. Filogono sei auf dem Weg nach Ferrara und würde ihm alsbald die geforderte Summe auszahlen. Des Weiteren berichtet Dulippo Erostrato, er sei einem Sienesen begegnet, den er durch eine Lügengeschichte für seine Pläne habe nützlich machen können: Siena und Ferrara, habe er dem Sienesen erzählt, seien seit kurzem verfeindet. Alle Sienesen, die sich im Herrschaftsbereich des Herzogs von Ferrara befänden oder diesen betreten, sollten bis aufs letzte Hemd ausgezogen und schließlich in die Flucht gejagt werden. Der leichtgläubige Sienese, der nunmehr seit über einem Monat auf Reisen sei, habe ihm geglaubt und habe kehrtmachen wollen, doch Dulippo habe ihn zurückgehalten und ihm angeboten -obgleich es, wie er behauptet, ihm (Dulippo, verkleidet als Erostrato) selbst das Leben kosten könne- bei ihm zu wohnen, allerdings unter der Voraussetzung, dass der Sienese sich als sein Vater, d. h. als Filogono aus Catania ausgebe. Der Sienese habe den Vorschlag angenommen.

### Dritter Akt
Erostrato, verkleidet als Dulippo, lässt ein Festmahl für „seine“ bevorstehende Verlobung mit Polinesta vorbereiten. Damit es zur Verlobung kommt, fehlt einzig Pasifilo, der als Vermittler zwischen Erostrato und Damone den Handel perfekt machen soll. Während der als Erostrato verkleidete Dulippo nach Pasifilo sucht, trifft Damone seinen Diener an, den er in eine Falle zu locken und hinterher festzunehmen gedenkt, da ihm die Magd Psiteria die Liebesbeziehung zwischen seinem Diener und Polinesta verraten hatte – allerdings nicht in böser Absicht: Psiteria habe im Streit mit der Amme Polinestas diese als Kupplerin beschimpft, in dem Glauben, der Herr des Hauses höre sie nicht. Doch Damone habe sie darauf zu sich gerufen und sie zur Rede gestellt.

### Vierter Akt
Filogono geht in Ferrara an Land. Er ist nach Ferrara gereist, weil sein Sohn sich trotz seiner Bitten geweigert hat, nach Sizilien zurückzukehren, um in Ferrara weiter studieren zu können und Filogono sich nun um Erostratos Wohlergehen sorge (er glaubt, sein Sohn studiere zu viel und könne wahnsinnig werden) und außerdem, weil Filogono seinen Lebensabend nicht allein verbringen möchte. Als er vor dem Hause Erofilos steht, wird ihm nicht aufgemacht. Vom Koch Erostratos erfährt Filogono, es wohne bereits ein Filogono aus Catania im Haus. Daraufhin wird Filogono mit seinem Alter Ego aus Siena konfrontiert. Er hält diesen für einen Betrüger. Es kommt zu wüsten Beschimpfungen gegenüber dem Sienesen, worauf der Koch Filogono wegkomplimentiert. Da Erostrato nicht zuhause ist, macht sich der echte Filogono mit seinen Begleitern auf, ihn zu suchen. Dabei stoßen sie auf den als Erostrato verkleideten Dulippo. Filogono erkennt ihn als seinen Diener, Dulippo hingegen gibt vor, Filogono nicht zu kennen und bringt dadurch seinen Herrn in Rage. Da ein Bewohner Ferraras, der Filogono seit seiner Ankunft die ganze Zeit über begleitet hat, Filogono versichert, dass er Erostrato seit er in der Stadt weile einzig unter diesem Namen kenne, glaubt Filogono, dass Dulippo Erostrato getötet, verkauft oder sonstige Geschäfte zu seiner Lasten getrieben und dessen Persönlichkeit usurpiert hat. Er entschließt sich eine städtische Autorität aufsuchen, um gegen Dulippo vor Gericht ziehen. Der Ferrarese empfiehlt Filogono, sich Cleandro zum Anwalt zu nehmen, da persönliche Animositäten zwischen ihm und den Beklagten herrschten. Trotz der Korruption der Rechtsgelehrten sei davon auszugehen, dass es im Interesse Cleandros sei, den Fall zugunsten Filogonos zu beschließen.

### Fünfter Akt
Vom umtriebigen Pasifilio erfährt Dulippo von Erostrato Festnahme. Dulippo, der, um der Strafe zu entgehen, fliehen wollte, beschließt, den Erostrato aufzusuchen und ihm die Wahrheit zu gestehen. Filogono hat indessen Cleandro aufgesucht. Bei ihrer Unterhaltung stellt sich heraus, dass Dulippo eigentlich Carino, der Sohn Cleandros ist, der ihm beim Otranto-Feldzug von den Türken geraubt wurde. Mit Filogono befreundete Sizilianer hatten nach der Eroberung Otrantos durch die Türken ein türkisches Schiff gekapert und nach Sizilien gebracht, wo Filogono den noch kleinen Carino gekauft habe. Carino wurde Dulippo genannt, da er immer wieder diesen Namen seines ehemaligen Lehrers und Erziehers, gerufen habe. Pasifilo, der offenbar das Gespräch zwischen Filogono und Cleandro gehört hat, erzählt Damone die Wahrheit über Erostrato und Dulippo: Dulippo, den er bei sich gefangen hielte, sei in Wirklichkeit Erostrato, Erostrato eigentlich Dulippo und Dulippo wiederum Carino, der Sohn Cleandros. Nun, da die Intrige entwirrt ist und alles im rechten Lot zu sein scheint, kommt es zu zahlreichen Gesten der Versöhnung: Filogono und der Sienese schließen Frieden. Damone wiederum versöhnt sich mit dem einst als Dulippo verkleideten Erostrato und nimmt ihn als zukünftigen Schwiegersohn an. Auch die Rivalität zwischen Cleandro und Erostrato besteht nicht mehr, denn die Absicht hinter dem Liebeswerben Cleandros um Polinesta sei gewesen, einen Erben zu zeugen. Doch da er nun Carino wieder bei sich habe, habe sich für ihn dieses Anliegen wieder erledigt. Auch Filogono scheint seinem Sohn seine Intrigen verziehen zu haben, da er ihn wortlos mit Tränen empfängt.

### Unterschiede der Version von 1532 zu der Version von 1509 (Auswahl)
- Die im Prolog der Prosa-Version (1509) vorhandenen Überlegungen über das Problem dieser Komödie bezüglich Nachahmungs bzw. Plagiat von altrömischen Vorbildern werden durch Anspielungen auf einen aktuellen  Skandal am römischen Hof ersetzt.
- Cleandro werden in der Versfassung (1532) lateinische Worte in den Mund gelegt, die sein Pedantentum gegenüber der Version von 1509 zusätzlich verdeutlichen sollen.
- In der Sprache der Dichtung hat die Anzahl der „Toskanismen“  zugenommen, ein Zeichen für Ariosts Nähe zu den Theorien Pietro Bembos, die er in dem Traktat Prose della volgar lingua (1525) dargelegt hat.

## Personen
- Damone, wohlhabender Ferrareser Geschäftsmann
- Polinesta, Tochter Damones
- Psinteria, Magd Polinestas und Damones
- die Amme Polinestas
- Filogono, wohlhabender sizilianischer Geschäftsmann
- Erostrato, Sohn Filogonos
- Dulippo, Diener Filogonos und Erostratos
- Pasifilo, „Schmarotzer“
- Cleandro, Rechtsgelehrter
- Sienese
- Ferrarese
- weitere Personen: Nebbia. Lico, Dalio,  Carione, Diener des Sienesen, Caprino

## Weitere Informationen
- Es gibt etliche Parallelen zum Vorgängerstück La Cassaria: Der Protagonist Erofilo/Erostrato ist so sehr verliebt, dass er alles zu tun bereit ist, um seine Geliebte zu besitzen. Um an das Ziel seines Herren zu verwirklichen, ersinnt Volpino  bzw. Fulcio/Dulippo einen Plan. Die Abwesenheit Crisobolos/Filogonos gibt ihm dazu freie Hand. Die Geliebte erwidert die Liebe des Protagonisten, sie steht diesem auch zur Verfügung, vorausgesetzt, er zahlt ihrem Herrn/Vater einen horrenden Preis für sie. Die unerwartete Rückkehr Crisobolos/Filogonos bringt die Pläne Erofilos/Erostratos durcheinander. Beide Stücke haben ein Happy End.
- Die Einschüchterung des Sienesen durch Dulippos Lügengeschichte erinnert an die Einschüchterung Lucranos durch Fulcio.
- Dulippos Lügengeschichte erinnert an Pinabello im Orlando furioso (1516/1532), der alle, die sein Herrschaftsgebiet betreten entwaffnen bzw. entkleiden lässt.[1] oder auch an Rodomonte, der mit den Rüstungen vorbeiziehender Ritter das Grab seiner Geliebten (die er zuvor im Rausch getötet hat) schmückt[2]
- Im Unterschied zu La Cassaria ist Polinesta nicht die Sklavin eines Kupplers, sondern die Tochter eines wohlhabenden Geschäftsmannes.

- Die Kritik an Autoritäten ist in I Suppositi viel vorsichtiger formuliert als in La Cassaria, wohl, weil I Suppositi nicht nur in Ferrara aufgeführt wird, sondern auch dort spielt. Wie in La Cassaria ist auch hier von der Korruption der Zollbeamten die Rede. In der dritten Szene des vierten Aktes beschwert sich Filogono bei seinem Ferrareser Reiseführer über die Zollbeamten, die auf der beschwerlichen Reise von Catania aus sein Gepäck geöffnet und auseinandergenommen hätten. Er habe sogar befürchtet, ausgepeitscht zu werden, da die Zollbeamten zwischen seiner Haut und seinen Knochen Schmuggelware zu finden hofften. Nach Douglas Radcliffe-Umstead ist die Gesellschaftskritik in I Suppositi wie auch viele weitere Komödien der Renaissance, die Missstände anprangerten, nicht als wirklich subversiv zu betrachten, da sich ihr Hohn nicht gegen Fürsten und deren oberste Beamten richtete, sondern eher gegen niedere Beamte wie z. B. Zollbeamte.[3]

- Neben der oben genannten Kritik finden sich weitere Anspielungen auf den Alltag und zeitnahe Ereignisse, darunter Anspielungen auf die engen Beziehungen zwischen den Höfen von Ferrara und Neapel; auf Pilger, die auf dem Weg nach Loreto sind; auf das studentische Leben und schließlich auf den Einfall der Türken in Otranto.[4]

- Für die Aufführung 1519 in Rom vor Leo X. hat Raffael die Bühnendekoration geschaffen.[5][6][7]

- Die Handlung stellt den 24-stündigen Höhepunkt einer zwei Jahre währenden Liebesbeziehung dar. Damit wird die von Aristoteles in seiner  Rhetorik formulierten Vorgabe, die Handlung solle den Zeitraum von 24 Stunden nicht überschreiten, erfüllt.[6]

- In I Suppositi tritt zum ersten Mal die Figur des Pedanten auf, der ein wichtiger Bestandteil der gelehrten Komödie und später als dümmlicher Dottore der Commedia dell’arte sein wird. Ein Aspekt Cleandros, der auch später in der Commedia dell’arte typisch für den Dottore/Pedanten werden sollte, ist dessen latente oder gar manifeste Homosexualität, die ihn zusätzlich diskreditieren soll. In der dritten Szene des zweiten Aktes behauptet der sich als Dulippo ausgebende Erostrato gegenüber Cleandro, Pasiphilo habe behauptet, Cleandro wolle eine junge Frau haben, um auf diese Weise junge, gutaussehende Männer anzuziehen.[5][8]

- Während die Liebe in La Cassaria lediglich ein Vorwand für eine komplizierte Intrige ist, endet I Suppositi mit der Ehe der Liebenden. Die Ehe ist eine Art Schutzmaßnahme gegen die Angst Erostratos, seine Angebetete zu verlieren. Die Ehe am Ende der Komödie verleiht der Beziehung und somit den Geschlechterverhältnissen, wie auch in anderen Komödien, die folgen, eine gewisse Stabilität.[9]

## Literarische Vorbilder

### Altrömische Literatur
Sowohl bei Plautus’ Captivi (~250 v. Chr.) als auch bei Terenz’ Eunuchus (161 v. Chr.) handelt es sich um Komödien, in denen u. a. Herr und Sklave die Rollen tauschen. Im Folgenden werden zudem weitere Einflüsse der Werke beider Autoren auf I Suppositi genannt.

#### Plautus
- In Plautus’ Captivi geht es um den Krieg zwischen Ätolien und Elis. Der Wohlhabende Ätolier Hegio handelt mit Kriegsgefangenen und kann auf diese Weise seinen Sohn Philopolemus freikaufen. Unter den Kriegsgefangenen des Hegio befindet sich der wohlhabende Philocrates und dessen Sklave Tyndarus. Tyndarus spielt jedoch den Herren und Philocrates den Sklaven. Hegio  schickt Philocrates nach Elis, um die Freilassung seines Sohnes auszuhandeln.

- So wie sich in Plautus’ Captivi herausstellt, dass Tyndarus Hegios zweiter Sohn ist, der von einem entlaufenen Sklaven gefangen genommen wurde, erweist sich Dulippo als der entführte Sohn des Anwalts Cleandro.

- Der Junge Caprino,  in I Suppositi lediglich eine Nebenfigur, dürfte nach Douglas Radcliffe-Umstead einerseits der Figur des „puer“ in Plautus' Komödien Persa, Stichus oder Pseudolus entlehnt sein, andererseits erscheint sie Radcliffe-Umstead so lebendig, dass sie ihm Ariostos Zeit entnommen zu sein scheint.

#### Terenz
- In Terenz’ Eunuchus verliebt sich der junge Charea leidenschaftlich in das Mädchen Pamphila, die von der Kurtisane Thais festgehalten wird, die wiederum die Geliebte von Chareas älterem Bruder Phaedria ist. Phaedrias Sklave Parmeno erhält den Auftrag, Thais einen Eunuchen als Geschenk zu übergeben. Bei den Eunuchen handelt es sich in Wirklichkeit um Charea selbst, der sich auf diese Weise Zugang zu seiner Angebeteten verschaffen möchte. Bei seiner Angebeteten angelangt, vergewaltigt Charea diese in Abwesenheit von Thais.

- Es gibt Parallelen zwischen dem Parasiten Pasifilo und dem Parasiten Gnatho in Terenz’ Eunuchus .
- Sowohl in Ariostos I Suppositi als auch in Terenz’ Heautontimoroumenos bereut ein Vaters die übertriebene Strenge gegenüber seinem Sohn. Bei Ariost verliebt sich Cilinia, der Sohn des Menedemus in ein armes Mädchen und lebt ihr  zusammen, als ob er  mit ihr verheiratet wäre. Menedemus ist ob dieser illegitimen Beziehung erzürnt, was seinen Sohn dazu veranlasst, fortzulaufen. Menedemus bereut daraufhin seinen Zorn und beschließt seine Untat durch Landarbeit zu sühnen.[10]

### Italienische Literatur
Im Gegensatz zu La Cassaria handelt es sich bei I Suppositi nicht um eine bloße Rekonstruktion altrömischer Komödien, denn in I Suppositi finden sich auch zahlreiche Elemente aus Boccaccios Dekameron.

#### Boccaccio
- Das Motiv der Verkleidung als Sklave, die dazu dienen soll, zu einer Angebeteten zu gelangen, findet sich ähnlich in der siebten Geschichte des siebten Tages in Boccaccios Novellensammlung. In der Novelle geht es um den jungen Lodovico und die schöne Beatrice,  Frau des Egano de’ Galluzzi aus Bologna, von der der Protagonist erfahren hat. Lodovico geht nach Bologna, wird  als Diener Antichino von Egano eingestellt, gewinnt dessen Vertrauen und auf diese Weise Zugang zu  Beatrice, ohne je  das Misstrauen des Ehemanns zu wecken. Im Gegensatz zu Lodovico hat Erostrato jedoch weniger Glück,  der ertappt und  bestraft wird.

- In der ersten Geschichte des vierten Tages des Decamerone lässt Trancredi, der Herr über Salerno Guiscardo, den Liebhaber seiner Tochter erhängen und dessen Herz herausschneiden. Als seine Tochter Ghismonda das Herz ihres Liebhabers erhält, begeht sie Selbstmord. Sowohl in I Suppositi als auch in Boccaccios Novelle empfinden die Väter tiefe Scham und Enttäuschung darüber, dass die Tochter die Familienehre der Liebe zu einem niedrig gestellten Menschen opfert.

- In der siebten Geschichte des fünften Tages des Decamerone schwängert der Diener Teodoro die Tochter seines Herrn Amerigo Abate von Trapani. Amerigo zeigt seinen Diener beim Hauptmann des Königs an. Dieser lässt den Diener gefangen nehmen und foltern. Er soll schließlich erhängt werden. Seiner Tochter stellt Amerigo frei, sich das Leben zu nehmen. Auch der neugeborene Enkelsohn soll ermordet werden. Als Teodoro erhängt werden soll, wird er zufällig von einem armenischen Edelmann auf Durchreise als dessen Sohn erkannt und die Tragödie löst sich in Wohlgefallen auf. Beide Liebenden dürfen wie in I Suppositi schließlich heiraten.

- Eine Cleandro ähnliche Figur finden wir in der zehnten Geschichte des zweiten Tages des Decamerone wieder. Der Pisaner Riccardo di Chinzica, glaubt, dass Reichtum und Intelligenz allein schon genügten, um eine junge Frau an sich zu binden. Als diese jedoch von einem Piraten entführt wird, weigert sie sich, zu ihm zurückzukehren, da Riccardo als Liebhaber nicht mit dem Piraten mithalten könne. Ariost überspitzt die Absurdität des Pisaners noch, indem er sich nicht  nur über dessen mangelhafte Liebeskunst, sondern auch über  ihre seine  zweifelhaften Fähigkeiten als Jurist lustig macht.[11]

#### Weitere literarische Vorbilder
- Dante Alighieris Commedia (1307–1328, dt: Göttliche Komödie)
- die literarischen Werke Burchiellos, Antonio Cammellis, Leon Battista Albertis
- P.F. Mantovanos Formicone (1503)

### Textausgaben
- Lodovico Ariosto:  Comedie, cioè, I Suppositi, la Cassaria, la Lena, il Negromante, & la Scolastica. Venedig, Gabriel Giolito de Ferrari, 1562.
- I Suppositi. in: Ludovico Ariosto: Commedie 1. La Cassaria / I Suppositi (in prosa). Mursia, Mailand 1997.
- Beide Versionen: Ludovico Ariosto: Tutte le opere. Volume quarto. Commedie Mondadori, Mailand 1974.